# Bruno García-Dobarco González
Bruno García-Dobarco González (Logroño, 27 de junio de 1975- Madrid, 17 de octubre de 2020) fue un diplomático español, destinado en Kenia, Polonia y Hungría.

## Biografía
Desde su Logroño natal se trasladó a Madrid, donde residió primero en el C.M. Loyola, y posteriormente en el C.M.U. Pío XII. Durante su estancia en el primero realizó brillantemente los estudios de Derecho en la Universidad CEU San Pablo, y de Ciencias Políticas en la Universidad Complutense de Madrid; mientras que en el segundo preparó las oposiciones para acceder a la Escuela Diplomática, que finalmente consiguió en 2005, siendo el número uno de su promoción.
Trabajó con el embajador Rafael Dezcallar en la Dirección General de Política Exterior.
En 2007, se ofreció voluntario para participar en el Plan África, a través del cual inauguró la embajada española en Cabo Verde.
Posteriormente fue destinado a Nairobi, en la embajada de España en Kenia, a las órdenes del embajador Nicolás Martín Cinto, donde se tuvo que enfrentar en 2009, al secuestro del atunero Alakrana en la costa de Somalia. Su siguiente destino fue Varsovia, para trabajar en la segunda jefatura de la embajada de España en Polonia.
En 2015 regresó al Ministerio de Asuntos Exteriores para incorporarse al gabinete de los tres últimos ministros del ramo: Alfonso Dastis, José Manuel García-Margallo y Josep Borrell.
En 2018 fue destinado a  Budapest, donde prestó sus servicios hasta el momento de su fallecimiento, en la Embajada de España en Hungría.
Falleció en Madrid, pocos días antes de alcanzar la categoría de consejero de embajada.
Estaba casado y tenía dos hijosː Sabina y Román.

## Distinciones
Recibió las siguientes distinciones:
- Cruz de Oficial y Cruz de la Orden de Isabel la Católica.
- Cruz de Oficial de la Orden del Mérito Civil.
- Cruz del Mérito Policial con distintivo blanco.
- Oficial de la Orden del Infante don Henrique de la República Portuguesa.
- Oficial de la Orden del Imperio Británico del Reino Unido.